# Opuntia microdasys
Opuntia microdasys là một loài thực vật có hoa trong họ Cactaceae. Loài này được (Lehm.) Pfeiff. mô tả khoa học đầu tiên năm 1837.

## Hình ảnh

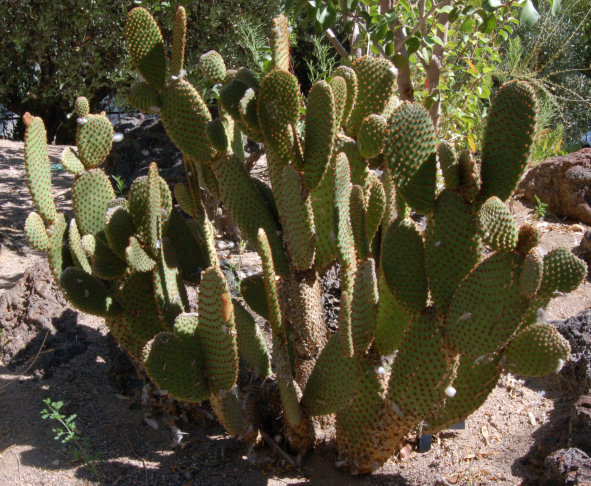
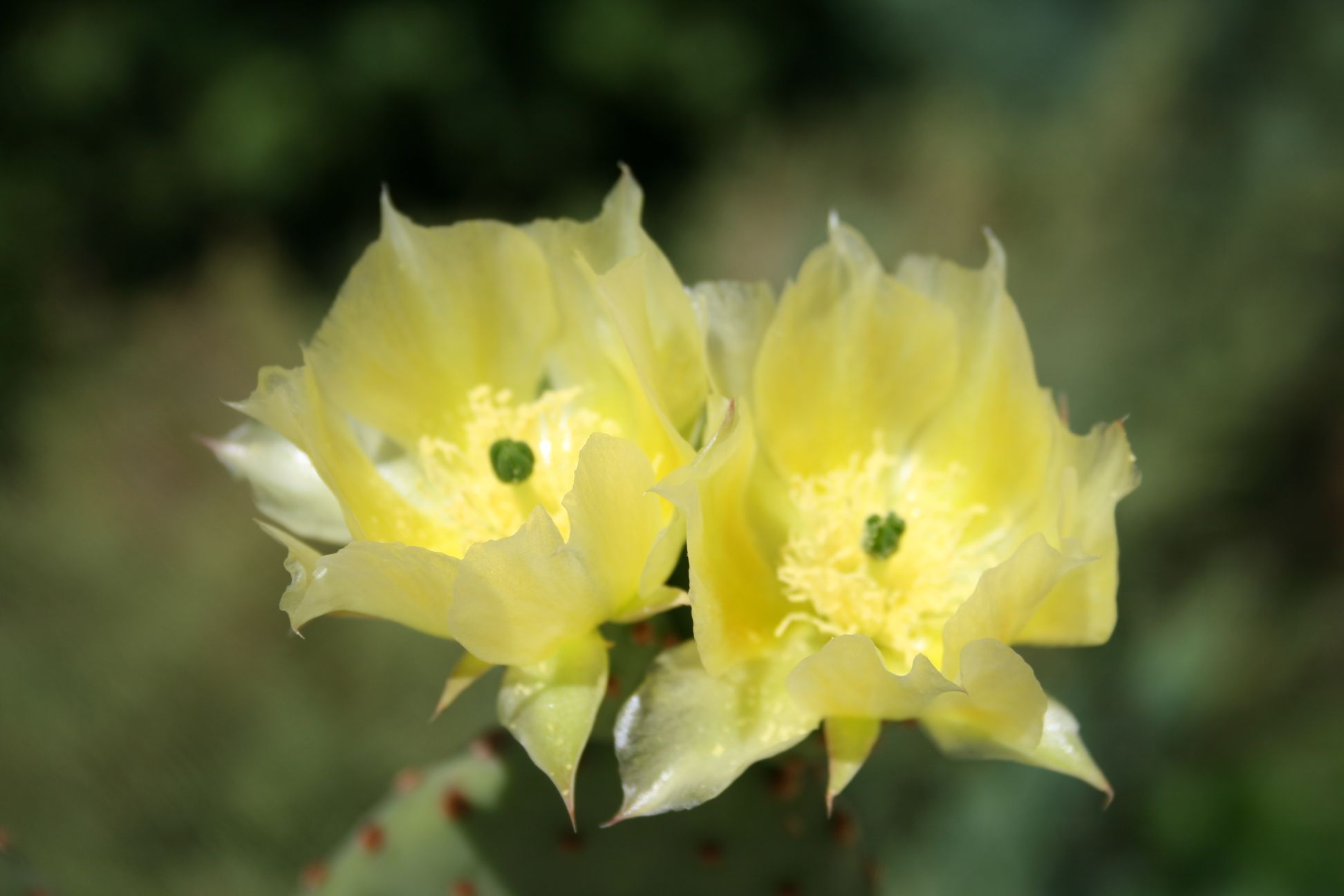
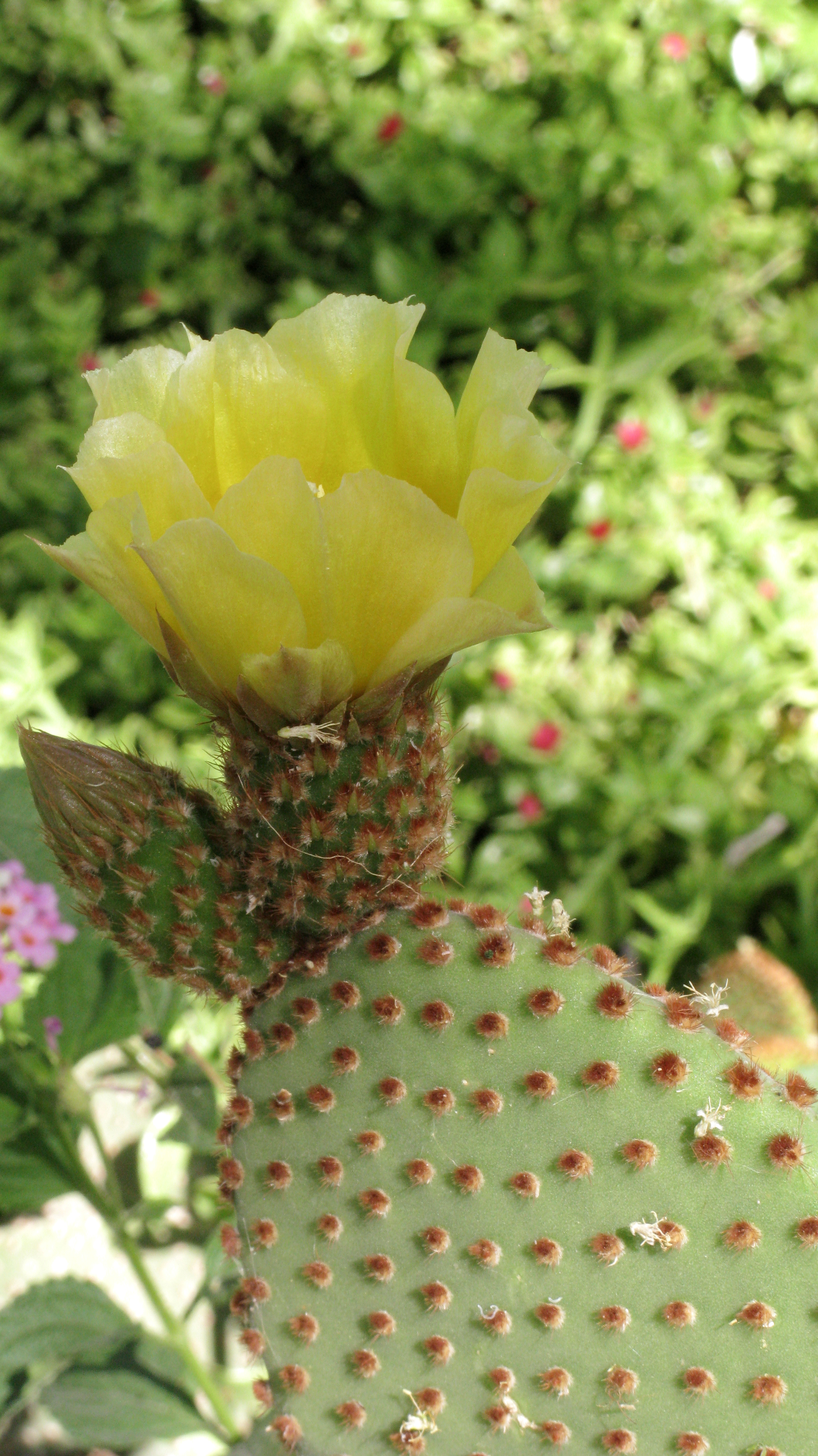
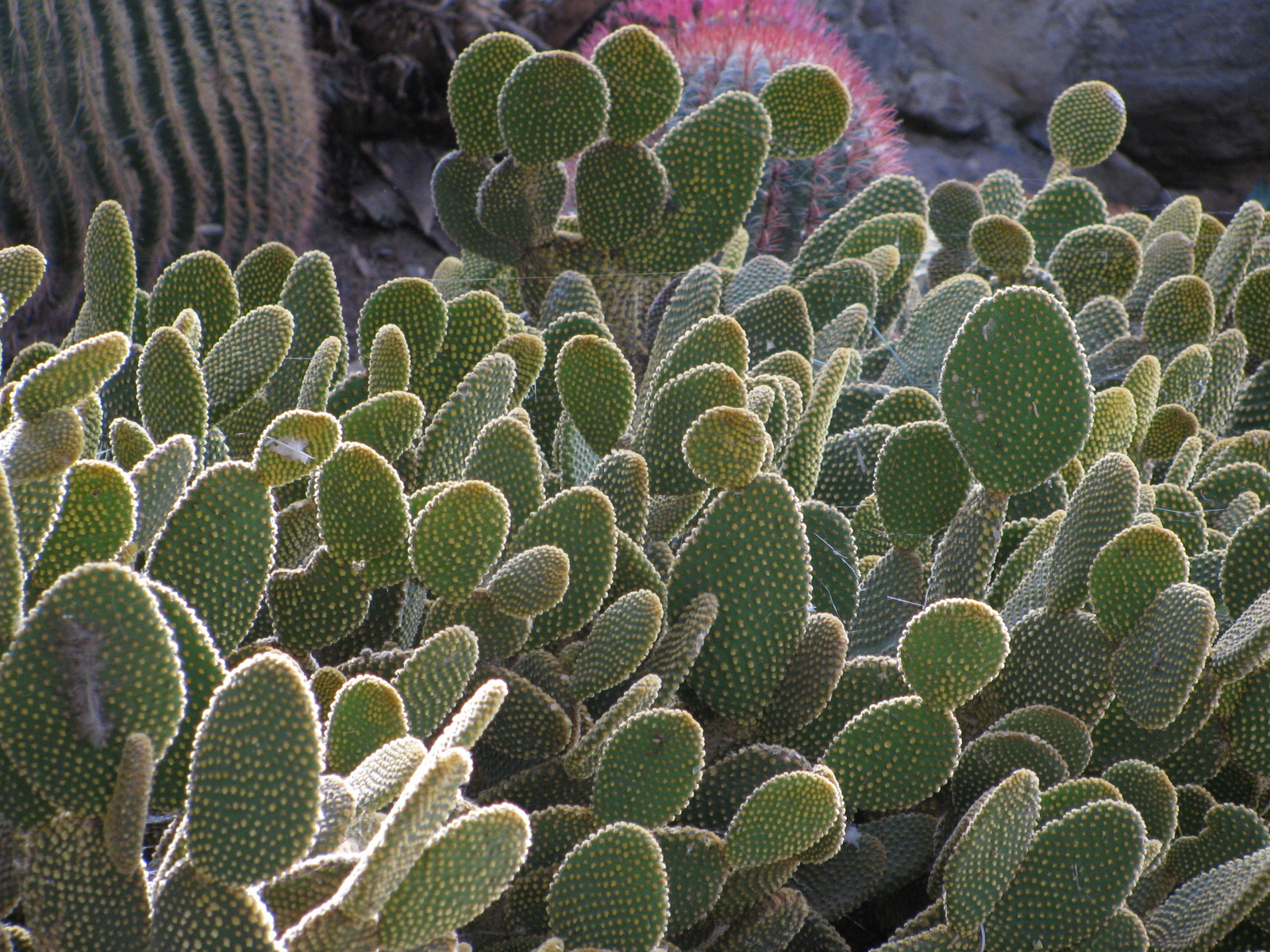